# Acantholimon polystachyum
Acantholimon polystachyum är en triftväxtart som beskrevs av Pierre Edmond Boissier. Acantholimon polystachyum ingår i släktet Acantholimon och familjen triftväxter. Inga underarter finns listade i Catalogue of Life.